# لوح الرجل الآلي التعليمي
لوح الرجل الآلي التعليمي (BOE_BOT:board of education robot).هو الاسم التجاري لعدّة الرجل الآلي المستخدمة في الحصص الروبوتية للمدارس الاعدادية والثانوية والجامعات.وتتكون من لوحة دارات (لوحة التعليم) ولوحة تجارب اساسيتين، ومتحكم دقيق من نوع بيسيك ستامب (BASIC Stamp)، ومحركين مؤازرين لتحريك العجلات، وهيكل قاعدي من الالمنيوم تُثَبّت عليه باقي الأجزاء.يُمكن للطلاب استخدام قطع عدّة ايريكتور (Erector set) ومكعبات الليغو وماكينات إضافية لبناء مشاريع مُعدّلة. يتم تصنيع لوح الرجل الآلي التعليمي وبيعه من قِبَل شركة بارالاكس (Parallax Inc) منذ عام 1998. 

## المكونات الأساسية
يُطلق على الدارة الكهربائية الخضراء القابلة للفصل والموجودة أعلى الرجل الآلي اسم لوح التعليم. أمّا المتحكم الدقيق الذي يتم شبكه بمقبس لوحة الدارات الخضراء فيُسمّى بيسيك ستامب (BASIC Stamp). والبرمجة المستخدمة في البيسيك ستامب هي برمجة بي بيسيك (PBASIC). العجلة الخلفية هي كرة بولي إيثلين محفورة ومثبتة في مكانها باستخدام مسمار خابوري (مشقوق).العجلات مُصنّعة لتُلائم لُسين المحرك المؤازر ويتم تثبيتها باستخدام برغي.من السهل برمجة البيسيك ستامب. لوح الرجل الآلي التعليمي صغير بعرض 4 إنشات تقريباً، ويحتاج اربع بطاريات من نوع AA لتشغيله. وهو موّثق بشكل جيد.
يُمكن تعديل لوح الرجل الآلي التعليمي ليمشي على ستة اقدام أو ليستشعر الأجسام أو ليلتقط الأشياء عن طريق إضافة قطع اضافية تبيعها شركة بارالاكس. وهذا يتضمن اضافات مثل مستشعر المسافات بالموجات فوق الصوتية من نوع بينج (PING).
إضافة القطع لا يتطلب لحام. 

## الميزات
يُمكن استخدام لوح الرجل الآلي التعليمي بعدّة طرق منها دمج نظام ستوديو المطور الروبوتي من ميكروسوفت (Microsoft Robotics Developer Studio) مع لوح الرجل الآلي التعليمي للتحكم بتحركات الرجل الآلي. 
يُمكن برمجة الرجل الآلي ليتبع مسار معيّن أو يحل متاهة أو ليتبع الضوء أو ليتواصل مع رجل آلي آخر.
مشاريع الإدخال/إخراج يُمكن بنائها على لوح التجارب والكافي لحمل من 2 إلى 4 مكونات (أضواء، مقاومات، دارات متكاملة...الخ). يُمكن استخدام ثقوب وفتحات التثبيت الموجودة على الهيكل المعدني لإضافة معدات روبوتية معدلة. 

## الاستخدام في الغرف الصفية
تُعدّ الدكتورة ايستيل م.ايكي من المناصرين لعدّة الرجل الآلي. يقوم الطلاب في صفوفها في جامعة ولاية سكرامينتو (Sacramento State University) باستخدام عدّة الرجل الآلي كنقطة بداية لبناء مشاريعهم الروبوتية الصفيّة.البروفيسور تشاك سكوفلير من البرنامج التعليمي التكنولوجي الصناعي في جامعة آيداهو (University of Idaho) هو من قام بتطوير عدّة الرجل الآلي التعليمي. ويقوم بتسويق العدّة شركة بارالاكس كعدّة تعليمية لبرنامجهم «منتجات ستامب في الغرف الصفية». 
لوح الرجل الآلي التعليمي يُمكن تجميعه من طلاب بعمر يُمكن أن لا يتجاوز الإثنا عشرَ عاماً ويقوم اللوح بتعليم لغة برمجة البي بيسيك. 

## الجامعات
يُستخدم لوح الرجل الآلي التعليمي في الجامعات مثل: الجامعة في برنامج هندسة ميكاترونيات بافالو، وكلية الهندسة والعلوم في جامعة لويزيانا التقنية، وجامعة ولاية كاليفورنيا، وبرنامج كلية ساكريمنتو لهندسة ميكاترونيات التعليم المستمر. تقوم جامعة ولاية كاليفورنيا باستخدام لوح الرجل الآلي التعليمي في تقديمهم لهندستي الكهرباء والحاسوب في حصصهم المخبرية. ويقوم معهد الألعاب باستخدام عدّة لوح الرجل الآلي التعليمي بتقديمهم لدورة الروبوتيات الخاصة بهم. قامت شركة بارالاكس بتصنيع عدّات معدّلة لحصص هندسة الميكاترونيات وقامت بتوزيعهم على الجامعات بما فيهم جامعة ولاية كاليفورنيا، وجامعة ساكريمنتو، وكلية شاستا، وجامعة لويزيانا التقنية. 

## في المطبوعات
لوح الرجل الآلي التعليمي معروض في كراسات شركة بارالاكس وهو التجربة رقم 116 في كتاب «التجارب الروبوتية 123 للعبقري الشرير» لكاتبه مايكل بريدكو. 

## الموزعون
لوح الرجل الآلي التعليمي واضافاته المنفصلة ومستلزماته تُوزع بواسطة موزعين الالكترونيات ومن ضمنهم: متجر روبوت شوب، ومتاجر راديو شاك، وشركة ديجي كاي، ومتاجر سبارك فن. 